# Pixelopus
Pixelopus war ein US-amerikanischer Videospielentwickler mit Sitz in San Mateo, Kalifornien. Es wurde 2014 als internes Studio für Sony Interactive Entertainment gegründet und 2023 eingestellt.

## Geschichte
2012 beschloss die Produktentwicklungsgruppe von SIE Foster City Studio (jetzt San Mateo Studio), nach dem Erfolg von Journey (2012), das von dem kleinen Studio Thatgamecompany entwickelt und von Santa Monica Studio veröffentlicht wurde, mit kleinen Entwicklungsteams zu arbeiten. Kurz darauf sponserte SIE Foster City ein Spielentwicklungsprogramm für Studenten der Carnegie Mellon University. Sie stellten den Studenten PlayStation Vitas zur Verfügung, mit denen sie experimentieren konnten. Foster City freute sich über die Fähigkeit der Studenten, schnell Prototypen von Spielideen zu entwickeln.
Im Juli 2013 verpflichtete Foster City sechs Studenten aus dem Entwicklungsprogramm der Carnegie Mellon University und drei Studenten von der San José State University an. Außerdem wurden zwei Branchenveteranen eingestellt, um das neunköpfige Team zu leiten, das Pixelopus gründete. Dominic Robilliard wurde Creative Director bei Pixelopus.
2021 wurde bekanntgegeben, dass man zusammen mit Sony Pictures Animation ein Spiel für die PlayStation 5 entwickelt. Im Mai 2023 kündigte Sony überraschend und ohne konkrete Gründe die Schließung des Studios an.

## Veröffentlichte Spiele
| Jahr | Titel          | Plattform(en)                                  |
| ---- | -------------- | ---------------------------------------------- |
| 2014 | Entwined       | PlayStation 3, PlayStation 4, PlayStation Vita |
| 2019 | Concrete Genie | PlayStation 4                                  |